# Alluvione del Mozambico meridionale del 2000
L'alluvione del Mozambico meridionale del 2000 è una grave alluvione che ha colpito, tra gennaio e marzo del 2000, il Mozambico meridionale, uccidendo circa 800 persone.

## Situazione meteorologica
Nell'ottobre e novembre 1999 una pesante alluvione colpì il Mozambico e nel mese di gennaio i fiumi Komati, Umbeluzi e Limpopo strariparono inondando parte della capitale mozambicana, Maputo (nel distretto di Chókwè il Limpopo aveva raggiunto i 6 metri oltre il limite ordinario).
Alle alluvioni seguì il ciclone tropicale Eline, che toccò terra il 22 febbraio presso Beira.

## Conseguenze
L'alluvione e l'inondazione, considerati il peggior disastro ad aver colpito la nazione dal 1951, provocarono all'incirca 800 morti e più di 200 000 sfollati.
L'entità del disastro costrinsero il governo mozambicano e il presidente di allora, Joaquim Chissano, a chiedere aiuto alla comunità internazionale.
I danni, stimati per 500 milioni di dollari, provocarono una forte battuta d'arresto alla crescita economica del paese seguita alla fine della guerra civile.